# GATE I
『GATE I』（ゲート・ワン）は、1999年7月7日にリリースされたIcemanの4thアルバム。発売元はアンティノスレコード。

## 概要
「世紀末三部作」の第2弾。本シリーズにおける活動方針により、収録曲は先行シングル無しの全作新曲となっている。累計売上は1.7万枚を記録。「黒」をテーマカラーに、浅倉曰く「ディープなサウンド」を目指している。また、ブックレットには使用したシンセサイザーの紹介や関わったスタッフ等、曲ごとに詳細に説明が付けられている。ただ、浅倉の意向によって製作期間をギリギリにまで短縮して発売したためか、誤植が多い。初回限定版は黒のラインが入ったスケルトンスリーブケース付き。2013年9月11日、ソニー・ミュージックダイレクトよりBlu-spec CD仕様で再発された。

## 収録曲
| #  | タイトル                                  | 作詞               | 作曲     | 編曲     | 時間 |
| -- | ----------------------------------------- | ------------------ | -------- | -------- | ---- |
| 1. | 「THAT'S BLACK GATE」                     |                    | 浅倉大介 | 浅倉大介 | 0:42 |
| 2. | 「Strike Back of PSYCO」                  | 伊藤賢一           | 浅倉大介 | 浅倉大介 | 4:52 |
| 3. | 「Deep Wild〜幻覚地帯に於ける深海にて〜」 | 伊藤賢一           | 伊藤賢一 | 浅倉大介 | 4:35 |
| 4. | 「Last Wild Wind」                        | 伊藤賢一           | 浅倉大介 | 浅倉大介 | 5:43 |
| 5. | 「In The Black Hole」                     | 麻倉真琴           | 浅倉大介 | 浅倉大介 | 5:06 |
| 6. | 「DEVIL CRY-MAX」                         | 伊藤賢一           | 伊藤賢一 | 浅倉大介 | 5:16 |
| 7. | 「Eyes Bright」                           | 麻倉真琴           | 浅倉大介 | 浅倉大介 | 4:52 |
| 8. | 「GATE I-gate odyssey」                   | 伊藤賢一、麻倉真琴 | 浅倉大介 | 浅倉大介 | 7:57 |
| 9. | 「For the next gate from BLACK」          |                    | 浅倉大介 | 浅倉大介 | 1:59 |

## 参加ミュージシャン・スタッフ
- プログラミング&キーボード：浅倉大介
- ギター：伊藤賢一（#2.3.4.5.6.7.8）
- コーラス：白須衛治（#2.5）
- レコーディング・エンジニア：大里正毅、浅倉大介
- ミキシング・エンジニア：フィル・カッフェル
- マスタリング・エンジニア：バーニー・グランドマン
- プロデューサー：浅倉大介
- ディレクター：安部裕子
- A&R：坂西伊作
- エグゼクティブ・プロデューサー：安部裕子、岸栄司